# La bella musica
La bella musica è il secondo album in studio del rapper italiano Vegas Jones, pubblicato l'8 novembre 2019 dalla RCA Records.

## Descrizione
L'album è composto da 14 brani. Puertosol e Follia del mattino sono i due videoclip e singoli estratti dal disco: il primo il 3 luglio 2019, il secondo il 18 dicembre 2019. All'interno dell'album è presente una sola collaborazione, ovvero quella con Fabri Fibra. L'8 novembre parte la promozione del disco con firmacopie in tutta Italia.

## Tracce
1. DM – 1:34
2. Créme de la créme – 2:50
3. Presidenziale (feat. Fabri Fibra) – 3:34
4. Se piove grandina – 3:10
5. Follia del mattino – 2:49
6. Solido – 3:14
7. Today – 3:26
8. Palme & cemento – 2:53
9. Penthouse – 2:01
10. Baby Girl – 2:47
11. Settebello – 3:08
12. Supercar – 3:00
13. La bella musica – 3:01
14. Puertosol – 3:10

## Formazione
- Vegas Jones – voce
- Patrick "Wave" Carinci – missaggio, mastering
- Boston George – produzione (tracce 1-9, 11, 13 e 14)
- Joe Vain – produzione (tracce 1-9, 11 e 13)
- Merk & Kremont – produzione (traccia 5)
- Fabri Fibra – voce aggiuntiva (traccia 3)
- Kid Caesar – produzione (traccia 8)
- Andry the Hitmaker – produzione (tracce 10 e 12)

## Classifiche
| Classifica (2019) | Posizione massima |
| ----------------- | ----------------- |
| Italia            | 4                 |